# وذمة برلين
وذمة برلين (بالإنجليزية: Berlin's edema)‏ (باللاتينية: commotio retinae) هي حالة شائعة سببها إصابة حادة في العين، تنخفض الرؤية بعدها في العين المصابة بعد ساعات قليلة من الإصابة.

## التوصيف
عند فحص الشبكية، تَظهر الشبكية معتمة وبيضاء اللون في المنطقة الخارجية المحيطة بأطراف الشبكية، بينما في مركز الشبكية (الرؤية النقيرية) (بالإنجليزية: foveal reigion)‏ تظهر الأوعية الدموية كبقع مثل حبات «الكرز الأحمر». هذا البياض يدل على تلف الخلايا الذي يحدث في النسيج الطلائي للصباغ الشبكي (بالإنجليزية: retinal pigment)‏ وفي الضرر الحادث في الطبقة الخارجية للمستقبلات الضوئية.
- غالبا ما ينتج عن تلف الجزء الخارجي للشبكية موت المستقبلات الضوئية عن طريق آليات معينة.[6]
- عادة لا يصحب وذمة برلين تسرب سوائل وبالتالي فإنها لا تعتبر وذمة حقيقية.
- لا تظهر فلوريّات مشيمية العين في التصوير الفلوري للأوعية.
- تتراوح حدة البصر بين 20/20 إلى 20/400.

## توقّعات سير المرض
توقّعات سير المرض ممتازة، إلا في حال حدوث مضاعفات مثل تمزق مشيمية العين، أو نزيف أو تضرر أصباغ النسيج الطلائي، ولكن إذا تضررت البقعة فإن ذلك يؤدي إلى تعافي ردئ.
- يمكن أن تسوء النتائج في حالة انفصال الشبكية، أو ضمور أو تضخم الأنسجة.
- يمكن أن تحدث عيوب في المجال البصري.
- في الحالات المتأخرة، يمكن أن تتكون وذمة بقعية صفراء كيسية الشكل (بالإنجليزية: cystoid macular edema)‏ والتي قد تتطور في بعض الأحيان إلى مزيد من الضرر البقعي.
- وذمة برلين عادة ما تكون ذاتية الحد (تحد نفسها بنفسها) ولا يوجد لها علاج.
- وعادة ما تشفى خلال 3-4 أسابيع[7] دون أي مضاعفات أو عقابيل (حالات ناجمة عن مرض سابق).